# Tradwife

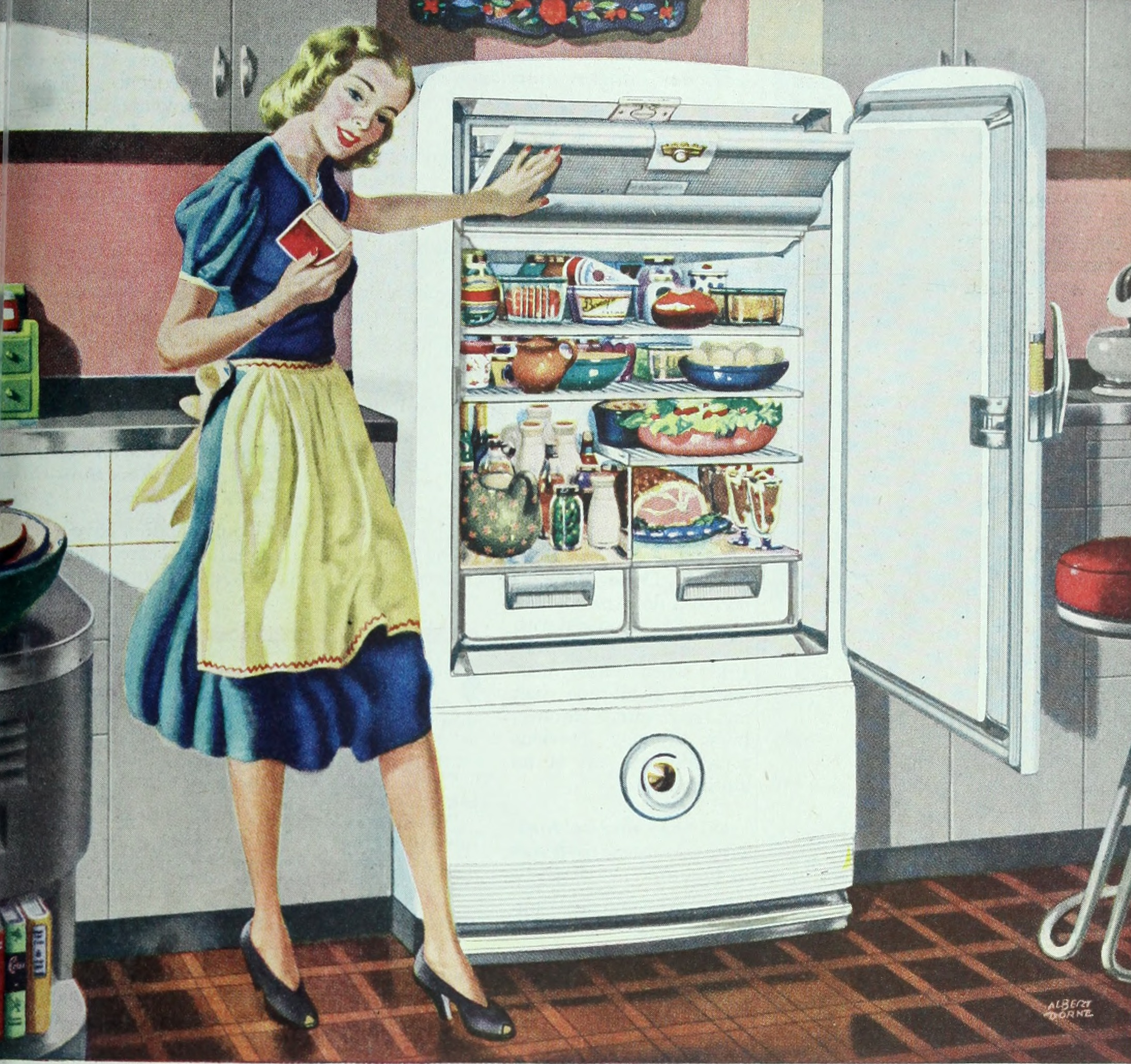
Diese Kühlschrank-Werbung aus den 1940er-Jahren repräsentiert den von vielen Tradwives idealisierten Lebensstil.

Tradwife (Plural: Tradwives; Kurzform für traditional wife, zu Deutsch „traditionelle Ehefrau“) ist ein Neologismus, der Ende der 2010er Jahre in den sozialen Medien aufkam. Mit ihm beschreiben sich Frauen im globalen Norden selbst, die sich ausdrücklich für ein Leben in einer besonders konservativen Geschlechterrolle entscheiden und diesen Lebensstil auf Social-Media-Plattformen wie TikTok oder Instagram als Influencerinnen präsentieren. Tradwives verzichten auf eine berufliche Karriere im klassischen Sinne und propagieren ein Dasein als Mutter und Hausfrau. Sie sehen diesen Lebensstil in aller Regel als Akt der Selbstverwirklichung.

## Begriff und Inszenierung als Tradwife
Das Phänomen der Tradwives sowie der dazugehörige Hashtag in den sozialen Medien stammen ursprünglich aus den USA. Zu Beginn der 2020er Jahre erlangten Tradwives auch in Europa Bekanntheit. In den Vereinigten Staaten ist der Social-Media-Trend am stärksten ausgeprägt, aber auch in Deutschland, Großbritannien, den Niederlanden und Australien gibt es mittlerweile einzelne Tradwives.
Tradwives orientieren sich stark an traditionellen Werten wie Ehe und Familie – Letzteres vor allem im Sinne der heterosexuellen Kleinfamilie. In aller Regel üben sie selbst keine berufliche Tätigkeit aus, sondern konzentrieren sich auf die Verrichtung von Sorge- sowie Haus- und Familienarbeit. Während der Inszenierung auf Social Media werden diese Arbeiten positiv dargestellt und erfahren so eine Ästhetisierung. Darüber hinaus legen Tradwives viel Wert darauf, ihrem Ehemann zu gefallen und sich um ihn zu kümmern. Die Selbstinszenierung der Tradwives erinnert damit stark an das Familien- und Frauenideal der 1950er. Ein solches Leben lässt sich nur dann führen, wenn der Ehemann genug Geld verdient, um die Familie zu ernähren.
Einige Tradwives beziehen sich auf den Feminismus und ihr Recht, sich den eigenen Lebensstil selbst aussuchen zu dürfen. Von anderen von ihnen ist demgegenüber zu hören, dass Femininität besser als Feminismus und das Patriarchat zu begrüßen sei. Die Philosophin Catherine Newmark mutmaßte, dass das Phänomen der Tradwives dadurch zu erklären sei, dass das gesellschaftliche Ideal der Vereinbarkeit von Familie und Beruf für viele Frauen kaum zu erreichen ist. In einem Interview gab eine deutsche Tradwife an, ihren Lebensstil in den sozialen Medien zu präsentieren, weil sie nach der Elternzeit gemerkt habe, dass ein gesellschaftlicher Druck auf junge Mütter ausgeübt werde, direkt nach dem Ende der Elternzeit wieder einer Erwerbsarbeit nachzugehen. Dies empfand sie als unangemessen, da sie als Hausfrau ebenfalls produktiv sei.
Die meisten Tradwives sind weiß, es gibt allerdings besonders in den USA eine wachsende Anzahl Schwarzer Frauen, die sich für ein traditionell geprägtes Ehe- und Familienleben entscheiden. Der Begriff Tradwife wird hier jedoch eher vermieden. Stattdessen sprechen diese Frauen davon, selbst in einer „traditionellen“ bzw. „biblischen“ Ehe zu leben. Die Betroffenen sehen diesen Lebensstil als Mittel gegen Überarbeitung und ökonomische Unsicherheit.

## Kritik
Ein Vorwurf gegenüber Tradwives lautet, dass sie ein sexistisches Familien- und Frauenbild propagieren. Die Kommunikationswissenschaftlerin Ashley A. Mattheis erkannte 2021 bei Tradwives das Bedürfnis, sich einem starken Mann unterzuordnen. Der von vielen Tradwives propagierte Verzicht auf Erwerbsarbeit und finanzielle Eigenständigkeit sowie die von einigen behauptete vermeintliche Dichotomie zwischen Weiblichkeit und Feminismus werden ebenfalls kritisiert. Aufgrund dieser Aspekte wird Frauen, die sich als Tradwives identifizieren, von mehreren Seiten vorgeworfen, antifeministisch zu sein, auch wenn sie sich selbst nicht so sehen oder äußern.
Laut Sophia Sykes und Veronica Hopner vom Global Network on Extremism & Technology gibt es sowohl gemäßigt konservative Tradwives, die keine inhaltlichen Schnittmengen mit rechtsextremen Gruppierungen haben, als auch solche, die der Alt-Right und der White-Supremacy-Bewegung nahestehen. So kommt es vor, dass einige Tradwives gegen die Gleichstellung der Geschlechter und Migration offen Position beziehen.
Weiterhin ist fraglich, inwieweit der von Tradwives propagierte Lebensstil wirklich traditionell ist, da historisch der Verzicht auf eine Erwerbsfähigkeit meist nur den (weißen) Familien der Mittelklasse vorbehalten war. Der Anthropologe Devin Proctor kritisiert daher, dass Tradwives den traditionellen Lebensstil einer bestimmten Gruppe unzulässigerweise auf alle Menschen übertragen würden. Außerdem argumentiert Ashley A. Mattheis, dass es rechtsextremen und faschistischen Akteuren sehr leicht gemacht werde, Tradwives für ihre Zwecke zu instrumentalisieren.
Die Kommunikationswissenschaftlerin Margreth Lünenborg kritisierte vor der Präsidentschaftswahl in den Vereinigten Staaten 2024 die Tradwife-Rollenmuster. Einige Tradwives empfahlen, Donald Trump zu wählen. Laut Lünenborg sind Tradwives Rollenvorbilder der extremen Rechten und in einem christlich-fundamentalistischen Milieu verwurzelt. Letztendlich würden sie das Patriarchat propagieren und Rassismus reproduzieren. Lünenborg warnte zudem davor, dass Frauen, die sich in vollständige finanzielle Abhängigkeit zu einem Mann begeben, aufgrund von Erwerbslosigkeit Altersarmut drohe.